# لا زارا
لا زارا (به انگلیسی: La Zarra) با نام کامل فاطمه-زهرا حفدی (به انگلیسی: Fatima-Zahra Hafdi) (زاده ۲۵ اوت ۱۹۸۷) خواننده و ترانه‌سرا کانادایی است.
او نماینده فرانسه در یوروویژن ۲۰۲۳ بود.